# The Folk Implosion
The Folk Implosion est un groupe de rock indépendant américain, originaire du Massachusetts. Il a été formé au début des années 1990 par Lou Barlow, fondateur de Sebadoh, et John Davis. Le duo a connu une brève notoriété au milieu des années 1990 en signant la bande originale du film de Larry Clark Kids. Le nom du groupe fait écho au Blues Explosion de Jon Spencer.

## Biographie
Le groupe est formé au début des années 1990, dans le Massachusetts, de l'association de Lou Barlow et John Davis, libraire bostonien,. Ce dernier, grand fan de Sebadoh, envoie régulièrement à Barlow ses productions de folk minimal et de poésie a cappella,. Barlow et Davis commencent à composer ensemble et publient plusieurs EP et singles sur différents microlabels. Un premier album, Take a Look Inside…, sort en 1994 sur le label Communion.
La même année, Lou Barlow est contacté par le jeune scénariste Harmony Korine qui lui propose d'écrire la bande-son du film Kids de Larry Clark. Alors qu'ils n'ont jusque-là enregistré que sur 4-pistes, Barlow et Davis se voient offrir une session en studio, un budget, avec une liberté totale sur le plan artistique,. Le duo compose des titres expérimentaux, majoritairement instrumentaux, basés sur des samples hip-hop. Le single extrait de la BO, Natural One, devient un tube qui se vend à 100 000 exemplaires. Il se classe 29e du Billboard Hot 100, où il reste 20 semaines, et 45e du UK Singles Chart. The Folk Implosion est alors courtisé par de gros labels, dont London Records et A&M, mais refuse toutes les offres pour publier un 2e album intitulé Dare To Be Surprised en 1997,.
Le duo signe finalement sur la major Interscope pour publier en 1999 un 3e album studio intitulé One-Part Lullaby,, sur lequel Davis ne chante plus. Malgré le placement de certains titres dans des BO de films (American Beauty, Une vie moins ordinaire), l’album est un échec commercial qui entraîne le départ de John Davis en 2001,, et la rupture du contrat avec Interscope.
Lou Barlow tente ensuite de faire perdurer le groupe en engageant le batteur Russ Pollard et le guitariste Imaad Wasif. Cette nouvelle incarnation se nomme tout d’abord Foke Implojun, puis The New Folk Implosion, et publie un album en 2003 sur le label Domino.
En 2021, Barlow et Davis annoncent qu'ils se sont remis à travailler ensemble sur de la nouvelle musique. Un nouvel EP nommé Feel It If You Feel It est publié en avril 2022, sur le label de John Davis, Inundation Records. Le duo affirme qu'il passera le reste de l'année à travailler sur un nouvel album. Nommé Walk Thru Me, celui-ci est publié le 28 juin 2024.

## Discographie

### Singles et EP
- 1993 : Walk Thru This World With... The Folk Implosion
- 1994 : Electric Idiot
- 1995 : Palm of My Hand / Mood Swing
- 1995 : Natural One
- 1997 : Insinuation
- 1997 : Pole Position
- 2000 : Free To Go
- 2002 : Brand Of Skin
- 2003 : Pearl
- 2022 : Feel It If You Feel It (Inundation Records)
- 2023 : It Just Goes With... (Joyful Noise Recordings)